# Жаманколь (село)
Жаманколь (каз. Жаманкөл) — село в Хобдинском районе Актюбинской области Казахстана. Входит в состав Жарыкского сельского округа. Код КАТО — 154249300.

## Население
В 1999 году население села составляло 174 человека (92 мужчины и 82 женщины). По данным переписи 2009 года, в селе проживали 92 человека (45 мужчин и 47 женщин).